# Uniptena pulchra
Uniptena pulchra är en fjärilsart som beskrevs av Barnes och Mcdunnough 1910. Uniptena pulchra ingår i släktet Uniptena och familjen nattflyn. Inga underarter finns listade i Catalogue of Life.